# Беверли-Хиллз, 90210 (сезон 1)
Первый сезон американского телесериала «Беверли-Хиллз, 90210» выходил в эфир канала «Fox» со 2 октября 1990 по 9 мая 1991 года — снято 22 эпизода. Первый сезон вышел на DVD 7 ноября 2006 года.В России вышел на канале СТС в 1997 году в дубляже фирмы "СВ КАДР".

## Сюжет
Семейство Уолш переезжает из тихого Миннеаполиса в штате Миннесота в шумный Беверли-Хиллз, самый престижный район Лос-Анджелеса, в роскошных особняках которого живут мультимиллионеры и голливудские кинозвезды.
16-летние близнецы Бренда и Брендон, получившие консервативное воспитание, оказываются в престижной школе, где учатся дети знаменитостей: они носят исключительно дизайнерскую одежду, часто довольно откровенную, приезжают на учёбу на шикарных автомобилях, беззастенчиво рассуждают о сексе и в целом выглядят очень независимо.
Ребята в школе западного Беверли-Хиллз — самые разные. Андреа Цукерман, редактор школьной газеты, скрывает от дирекции школы, что живёт в другом районе, так как, если об этом узнают, её тут же выгонят. Красавица Келли Тейлор страдает от своей внешности, понимая, что её не хотят воспринимать всерьёз. Богач Стив Сандерс, сын известной актрисы, никак не может найти своё место. Одиночка Дилан слишком «крут» и непредсказуем, чтобы быть среди людей. Скромная Донна прячется за свою подругу Келли, а Дэвид из младших классов жаждет познакомиться со всеми «крутыми» ребятами западного Беверли, забывая о старом друге — недотёпе Скотте.
Кто же мог подумать, что вместе они пройдут через столько испытаний: проверку дружбой, любовью и смертью? Однажды их пути пересекутся, и жизнь уже никогда не будет такой, как прежде…

## В ролях

### Основной состав
- Джейсон Пристли — Брендон Уолш
- Шеннен Доэрти — Бренда Уолш
- Дженни Гарт — Келли Тейлор
- Иан Зиринг — Стив Сандерс
- Габриель Картерис — Андреа Цукерман
- Люк Перри — Дилан МаКей
- Брайан Остин Грин — Дэвид Сильвер
- Дуглас Эмерсон — Скотт Скэнлон
- Тори Спеллинг — Донна Мартин
- Кэрол Поттер — Синди Уолш
- Джеймс Экхаус — Джим Уолш

### Приглашённые звёзды
- Джо И. Тата — Нэтт Буссиччио
- Энн Гиллеспи — Джеки Тейлор
- Дениз Доус — Миссис Тизли
- Лесли Бега — Марианна Мур
- Максвелл Колфилд — Джейсон Кроуфт
- Мэттью Перри — Роджер Азарьян
- Николас Костер — Джордж Азарьян
- Хизер МакАдам — Сара
- Дебби Гибсон — Играет себя
- Ноэль Паркер — Тиффани Морган
- Пола Ирвин — Шерил
- Кристина Даттило — Мелисса Куллидж
- Мишель Абрамс — Аманда Пирс
- Луиза Лешан — Анна Родригес
- Стэн Айвар — Глен Эванс
- Лиза Дин Райан — Бонни
- Марси Каплан — Лидия Лидс
- Кэрри Гамильтон — Скай
- Том МакТиг — Джек

## Описание эпизодов
| № | №  | Название / Оригинальное название                 | Режиссёр          | Сценарист                       | Премьера в США  | Зрители |
| --- | -- | ------------------------------------------------ | ----------------- | ------------------------------- | --------------- | ------- |
| 1 | 1  | «Pilot / Class Of Beverly Hills, Parts 1 & 2»    | Тим Хантер        | Даррен Сар                      | 2 октября 1990  | 7.2     |
| Семья Уолш переезжает жить в Беверли-Хиллз из Миннесоты. Близнецы Брендон и Бренда Уолш начинают свой первый год обучения в старшей школе Западного Беверли-Хиллз и испытывают культурный шок, столкнувшись с миром богатства, привилегий и гламура, в котором пребывают их одноклассники. Брат и сестра заводят знакомства и осваиваются на новом месте. Брендон назначает романтическое свидание одной из самых популярных девчонок в школе, устраивающей громкие вечеринки и пользующейся дурной славой. Бренда использует поддельное удостоверение личности, чтобы пробраться в ночной клуб, где впоследствии знакомится с молодым юристом. А девятиклассники Дэвид и Скотт пытаются выжить в старшей школе. |    |                                                  |                   |                                 |                 |         |
| 2 | 2  | «The Green Room»                                 | Майкл Уно         | Дэвид Стэнн                     | 11 октября 1990 | 6.3     |
| Ребята из Западного Беверли проводят время на пляже. Брендон знакомится с Диланом МакКеем и его друзьями-серфингистами. Проводя время вместе, Брендон узнает, что на самом деле скрывает Дилан за имиджем парня-плохиша. Бренда на горьком опыте испытывает, какой порой её подруга Келли может быть на самом деле. Стив же старается хорошо обходиться с Дэвидом, полагая, что тот является сыном потенциального продюсера его мамы, известной телевизионной актрисы. |    |                                                  |                   |                                 |                 |         |
| 3 | 3  | «Every Dream Has Its Price / Tag»                | Гросс Адамс       | Эми Спайс                       | 18 октября 1990 | 5.2     |
| Бренда ходит по магазинам вместе с Келли и её буйноватой подругой детства Тиффани, мечтая иметь столько же денег, чтобы покупать одежду. Бренда не знает, что Тиффани страдает клептоманией. Тиффани использует Бренду в своей очередной затее и, когда Тиффани попадается на краже, Бренду привлекают к ответственности в качестве соучастницы кражи. После этого случая Синди теряет доверие к дочери. К тому же женщина чувствует себя некомфортно, когда её муж Джим нанимает прислугу в дом. Тем временем Брендон устраивается на работу официантом в известный ресторан, где хозяйка заведения относится к нему ужасно, а большинству работников платит сумму меньше минимальной заработной платы.         |    |                                                  |                   |                                 |                 |         |
| 4 | 4  | «The First Time»                                 | Бетани Руни       | Даррен Стар                     | 25 октября 1990 | 5.4     |
| Брендон взволнованно ожидает приезда Шерил, своей бывшей девушки из Миннеаполиса. Шерил знакомится с Диланом и, вскруженная его репутацией и богатством, невольно вызывает в Брендоне вспыльчивость и ревность по отношению к другу. Синди волнуется за сына и просит Джима поговорить с Брендоном на тему интимных отношений. Между тем Бренда испытывает симпатию к своему учителю алгебры и расстраивается, когда узнает, что у него есть жена и двое детей, за которыми он просит её приглядеть. |    |                                                  |                   |                                 |                 |         |
| 5 | 5  | «One On One»                                     | Арти Мэндэльберг  | Чарльз Розин                    | 1 ноября 1990   | 5.4     |
| Брендон пытается попасть в школьную баскетбольную команду и подозревает, что её лучший игрок получает поблажку за счёт успешной спортивной карьеры. Забирая Келли с неудачного свидания, Бренда бросает машину, и её угоняют. |    |                                                  |                   |                                 |                 |         |
| 6 | 6  | «Higher Education»                               | Арти Мэндэльберг  | Джордан Бадд                    | 15 ноября 1990  | 5.1     |
| Брендону никак не удаётся подтянуться по истории, и Стив предлагает ему готовые ответы на тесты. Бренда перекрашивается в блондинку после того, как Дилан говорит, что ему нравятся девушки со светлыми волосами. |    |                                                  |                   |                                 |                 |         |
| 7 | 7  | «Perfect Mom»                                    | Бетани Руни       | Даррен Стар                     | 22 ноября 1990  | 4.1     |
| Бренда настолько восхищается матерью Келли, Джеки, что даже ссорится с Синди. Между тем, никто не знает, что Джеки — наркоманка и алкоголичка. |    |                                                  |                   |                                 |                 |         |
| 8 | 8  | «Seventeen Year Itch»                            | Джефферсон Кибби  | Эми Спайс                       | 29 ноября 1990  | 4.4     |
| Настаёт семнадцатый юбилей свадьбы Джима и Синди. Женщина встречает своего бывшего возлюбленного, фотографа Глена. Бренда и Брендон принимают участие в исследовании связи между близнецами. |    |                                                  |                   |                                 |                 |         |
| 9 | 9  | «The Gentle Art Of Listening»                    | Дэниэл Аттиас     | Чарльз Розин                    | 6 декабря 1990  | 5.2     |
| Бренда помогает Андреа на горячей линии для подростков — ей постоянно звонит школьница, ставшая жертвой изнасилования. Брендону кажется, что массажистка Нина флиртует с ним, и юноша обращается за советом к Дилану. |    |                                                  |                   |                                 |                 |         |
| 10 | 10 | «Isn’t It Romantic?»                             | Нэнси Мэлоун      | Карен Розин                     | 3 января 1991   | 5.1     |
| Роман между Диланом и Брендой стремительно развивается, и Брендон переживает, что его друг несерьёзно относится к девушке. Стив предлагает учителю встретить некую Сьюзан Слоун, которая должна будет выступить перед школьниками. |    |                                                  |                   |                                 |                 |         |
| 11 | 11 | «B.Y.O.B.»                                       | Майлз Уоткинс     | Джордан Бадд                    | 10 января 1991  | 5.8     |
| Когда Джим и Синди уезжают на выходные, близнецы устраивают вечеринку, которая вскоре выходит из-под контроля. |    |                                                  |                   |                                 |                 |         |
| 12 | 12 | «One Man & A Baby»                               | Бёрт Бринкерхофр  | Даррен Стар                     | 24 января 1991  | 6.6     |
| Брендон начинает встречаться с Мелиссой, которая старше его на год и имеет сына Джоуи. Между тем, Келли и Бренда выигрывают на радиоконкурсе возможность прыгнуть с парашютом. |    |                                                  |                   |                                 |                 |         |
| 13 | 13 | «Slumber Party»                                  | Чарльз Брэйверман | Даррен Стар и Эми Спайс         | 31 января 1991  | 7.3     |
| Стив и Брендон отправляются повеселиться в город, когда Бренда устраивает девичник, куда приглашает всех своих подруг. |    |                                                  |                   |                                 |                 |         |
| 14 | 14 | «East Side Story»                                | Дэниэл Аттиас     | Кармен Стернвуд                 | 14 февраля 1991 | 6.6     |
| Джим и Синди позволяют девушке Карле Монтес, племяннице их домработницы Анны, использовать свой адрес, чтобы та смогла учиться в школе Западного Беверли. Она нравится Брендону, но он чувствует, что девушка что-то от него скрывает. |    |                                                  |                   |                                 |                 |         |
| 15 | 15 | «A Fling In Palm Springs / Palm Springs Weekend» | Джефферсон Кибби  | Джордан Бадд                    | 21 февраля 1991 | 6.8     |
| Ребята отправляются в Палм-Спрингс, где бабушка и дедушка Дэвида весело проводят время с молодёжью. Бренда и Дилан решают провести время наедине, но Бренда теряет адрес места встречи с Диланом. |    |                                                  |                   |                                 |                 |         |
| 16 | 16 | «Fame Is Where You Find It»                      | Пол Шнайдер       | Чарльз Розин и Карен Розин      | 28 февраля 1991 | 6.3     |
| Брендона приглашают на съемки телесериала, и у него вскоре начинает роман с ведущей актрисой. Между тем, Бренда заменяет его в «Косточке» и придумывает сценический образ Лаверны. |    |                                                  |                   |                                 |                 |         |
| 17 | 17 | «Stand Up & Deliver»                             | Бёрт Бринкерхофф  | Эми Спайс                       | 7 марта 1991    | 6.7     |
| Брендон решает баллотироваться на пост президента школьного совета, а Бренда бросает школу и уезжает из дома. |    |                                                  |                   |                                 |                 |         |
| 18 | 18 | «It’s Only A Test»                               | Чарльз Брэйверман | Даррен Стар                     | 28 марта 1991   | 8.0     |
| Бренда находит у себя опухоль. Синди боится за дочь, ведь её сестра Шейла умерла от рака груди. Андреа помогает Стиву с уроками, и юноша целует её. |    |                                                  |                   |                                 |                 |         |
| 19 | 19 | «April Is The Cruelest Month»                    | Дэниэл Аттиас     | Стив Вассерман и Джессика Клейн | 11 апреля 1991  | 7.4     |
| По поручению школьной газеты Брендон должен взять интервью у Роджера — самого успешного школьника Западного Беверли. В его сценарии, Брендон видит план Роджера убить собственного отца. Переживая неудачу на тестировании, Донна начинает прогуливать уроки. |    |                                                  |                   |                                 |                 |         |
| 20 | 20 | «Spring Training»                                | Бёрт Бринкерхофф  | Чарльз Розин                    | 25 апреля 1991  | 7.1     |
| Брендон и Стив пробуют себя в роли тренеров детской бейсбольной команды, играющей против малышей Нэта. Бренда подбирает бездомную собаку. |    |                                                  |                   |                                 |                 |         |
| 21 | 21 | «Spring Dance»                                   | Даррен Стар       | Даррен Стар                     | 2 мая 1991      | 8.6     |
| Приближается весенний бал. Келли переживает из-за того, что у неё с Брендой одинаковое платье. Стив узнаёт семейную тайну. Андреа отказывается идти на бал, когда узнаёт, что Брендон пойдёт туда с Келли. Дилан подготовил сюрприз для Бренды. |    |                                                  |                   |                                 |                 |         |
| 22 | 22 | «Home Again»                                     | Чарльз Брэйверман | Эми Спайс                       | 9 мая 1991      | 9.2     |
| Джиму предлагают повышение с возвращением в Миннесоту. Бренда переживает из-за грядущего расставания с Диланом, а Андреа предлагает Брендону устроить особый вечер. |    |                                                  |                   |                                 |                 |         |

## Реакция

### Рейтинг
Премьерный эпизод сериала посмотрело около 7,2 миллиона зрителей (в рейтингах недели сериал занял 79-ю строчку) — после этого количество зрителей с каждой неделей стало уменьшаться. Самую маленькую аудиторию привлёк эпизод «Perfect Mom» — его посмотрели 4,1 миллиона зрителей, отодвинув сериал по результатам недели на 10 позиций ниже; но после этого количество зрителей вновь возросло. Самым рейтинговым эпизодом стал финал «Home Again» — его посмотрели 9,2 миллиона зрителей, а по результатам недели сериал оказался на 54-м месте.

### Критика
Джеффри Робинсон в своём обзоре DVD-издания сериала для ресурса «DVD Talk» отметил релиз как «Highly Recommended». Обозреватель российского журнала «Total DVD» присвоил изданию статус «Наш выбор».

## Выход на видео
1 января 1998 года компания «Worldvision Hv Inc» выпустила пилотный эпизод в США, а 15 июня 2004 года «Republic Pictures» издали полуторачасовую серию на DVD. Звук на диске был представлен на английском и испанском языках, дополнительные материалы отсутствуют.
«Paramount Home Entertainment» выпустила весь первый сезон 7 ноября 2006 года. Общая продолжительность серий на 6 дисках составила 1068 минут. В качестве дополнительных материалов на дисках были представлены видеопревью сериала; вступление от автора «Beginnings With Darren Star», интервью с Джейсоном Пристли, Люком Перри, Дженни Гарт, Габриель Картерис и Ианом Зирингом со съёмочной площадки; комментарии Стара к первой части «Pilot» и эпизоду «Spring Dance»; сборник коротких клипов «Meet The Cast» с яркими сценами персонажей представлены клипы с участием Брендона, Бренды, Дилана, Келли, Андреа, Стива, Дэвида и Донны — по одному клипу на каждого персонажа; также на диске есть описание событий серий в текстовом виде. Как и в случае со многими DVD-релизами классических сериалов, в связи с проблемами с авторскими правами, большая часть изначальной музыки была заменена на новые композиции.
Выход коллекционного издания, содержащего эпизодов всех сезонов, назначен на 5 ноября 2013 года. Известно, что издание будет содержать эксклюзивный диск с новыми дополнительными материалами.